# Un amour allemand
Un amour allemand est un roman de Georges Auclair paru le 30 juin 1950 aux éditions Gallimard et ayant reçu le Prix Interallié la même année.

## Éditions
- Un amour allemand, éditions Gallimard, 1950,  (ISBN 2070203174).